# Innocent Eyes (album de Delta Goodrem)
Pour les articles homonymes, voir Innocent Eyes.
Albums de Delta Goodrem
Mistaken Identity
(2004)
Innocent Eyes est le premier album de Delta Goodrem.
Il s'est vendu à près de 3 millions d'exemplaires dans le monde.

## Édition Standard
1. "Born to Try" (Goodrem, Audius Mtawarira) – 4:13
2. "Innocent Eyes" (Goodrem, Vince Pizzinga) – 3:53
3. "Not Me, Not I" (Goodrem, Kara DioGuardi, Gary Barlow, Eliot Kennedy, Jarrad Rogers) – 4:25
4. "Throw It Away" (Barlow, Kennedy, Cathy Dennis) – 3:52
5. "Lost Without You" (Gerrard, Bridget Benenate) – 4:10
6. "Predictable" (Goodrem, DioGuardi, Rogers) – 3:40
7. "Butterfly" (Barlow, Kennedy, Tim Woodcock) – 4:00
8. "In My Own Time" (Goodrem) – 4:06
9. "My Big Mistake" (Goodrem, Barlow, Kennedy, Woodcock) – 3:44
10. "This Is Not Me" (Goodrem, Pizzinga) – 4:29
11. "Running Away" (Goodrem, Barlow, Kennedy, Woodcock) – 3:21
12. "A Year Ago Today" (Goodrem, Mark Holden, Paul Wiltshire) – 4:13
13. "Longer" (Goodrem, Barlow, Kennedy, Woodcock) – 3:53
14. "Will You Fall for Me" (Goodrem) – 3:59

## Les ventes
| Pays              | Certification         | Ventes     |
| ----------------- | --------------------- | ---------- |
| Australia ARIA    | 14× disque de platine | 1,100,000+ |
| Europe IFPI       | Disque de platine     | 1,000,000  |
| France IFPI       | —                     | 40,000+    |
| New Zealand RIANZ | 3× disque de platine  | 50,000+    |
| UK BPI            | 2× disque de platine  | 650,000+   |